# 小傑尼斯祭
小傑尼斯祭（日语：ジャニーズJr.祭り）是由日本傑尼斯事務所於2017年開始舉辦以旗下小傑尼斯為主角的大型音樂活動。

## 小傑尼斯祭
日程
- 橫濱體育館（2017年3月24日－26日，全6公演）
- 埼玉超級競技場（2017年4月8日－9日，追加公演）[1][2]
- 大阪城音樂廳（2017年5月3日，全3公演）[3]

出演
- Mr.KING
- Prince
- HiHi Jet（僅參與橫濱、埼玉公演）
- 東京B少年（僅參與橫濱、埼玉公演）
- SixTONES
- Snow Man（僅參與橫濱公演）
- Love-tune
- Travis Japan
- 其他小傑尼斯55人

## 小傑尼斯祭2018
日程
- 大阪城音樂廳（2018年2月23日－25日，全4公演）
- 橫濱體育館（2018年3月24日－27日，全6公演）[4]

出演
- Love-tune（單獨25日早場）
- Snow Man（單獨25日晚場）
- Travis Japan（單獨26日早場）
- SixTONES（單獨26日晚場）

## 小傑尼斯8・8祭～從東京巨蛋啟程～
日程
- 東京巨蛋（2019年8月8日）

出演
- SixTONES
- Snow Man
- Travis Japan
- HiHi Jets
- 美 少年
- 7 MEN 侍
- 少年忍者
- 宇宙Six
- MADE
- なにわ男子
- Lil かんさい
- Aぇ! group
- Jr.SP
- 石垣大佑、寺西拓人、林翔太、高田翔、室龍太、野澤祐樹、小川優
- 其他小傑尼斯

## 緊急直播！！Johnny's World Happy LIVE with YOU 小傑尼斯祭 ～Wash Your Hands～
日程
- Johnny's net online（2020年8月26日）

出演
- Travis Japan
- HiHi Jets
- 美 少年
- 7 MEN 侍
- 少年忍者
- Jr.SP
- 其他小傑尼斯

## 外部連結
- 《素顏4 （页面存档备份，存于）》官方販售網站（日語）